# 布塞斯
布塞斯（法語：Boussès，法語發音：[busɛs]）是法国洛特-加龙省的一个市镇，属于内拉克区。

## 地理
布塞斯（44°8'45"N, 0°5'38"E）面积47.14 平方千米，位于法国新阿基坦大区洛特-加龍省，该省份为法国西南部内陆省份，北起多爾多涅省，西接吉倫特省和朗德省，南至热尔省，东临塔恩-加龙省和洛特省。
与布塞斯接壤的市镇（或旧市镇、城区）包括：阿尔克斯、吕邦、迪朗斯、乌尔比斯河畔法尔格、韦耶斯、阿隆、雷奥利斯。

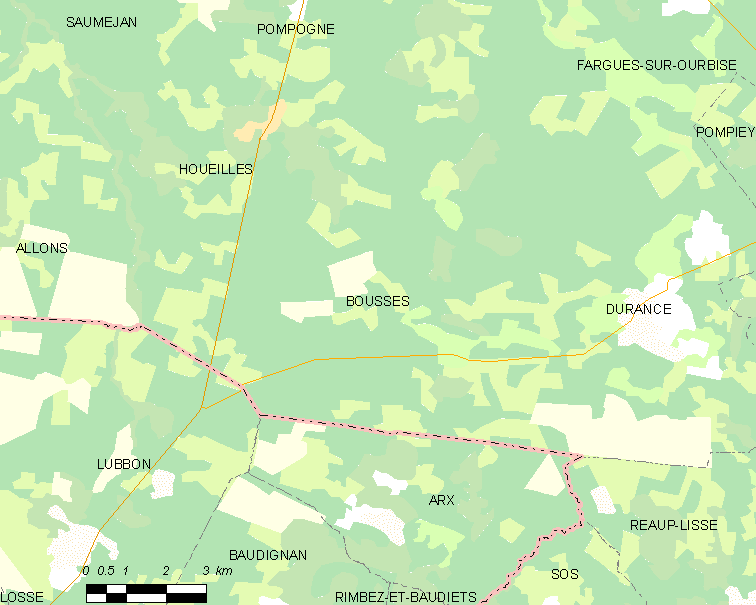
布塞斯的OSM定位图

布塞斯的时区为UTC+01:00、UTC+02:00（夏令时）。

## 行政
布塞斯的邮政编码为47420，INSEE市镇编码为47039。

## 政治
布塞斯所属的省级选区为加斯科涅森林县。

## 人口

1962-2008年间布塞斯人口变化图示

布塞斯于2022年1月1日时的人口数量为41人。